# Slumpen (Råneå socken, Norrbotten)
Slumpen är en sjö i Bodens kommun i Norrbotten och ingår i Råneälvens huvudavrinningsområde. Slumpen ligger i Råneälven Natura 2000-område.